# Ciutadella de Bistrița

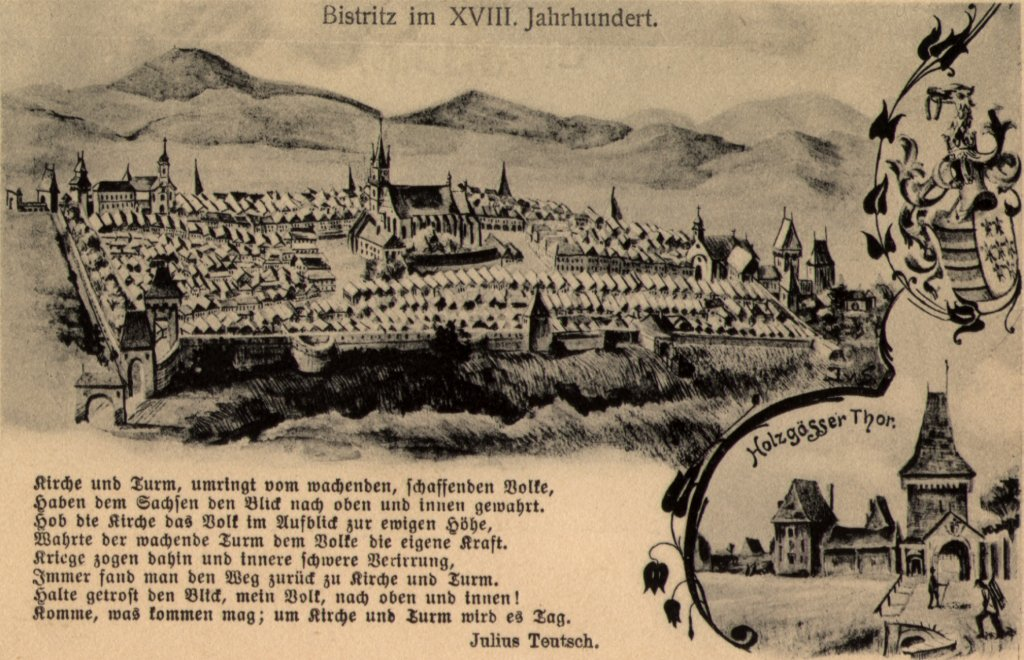
Ciutadella de Bistrița

La ciutadella de Bistrița, comtat de Bistrița-Năsăud, Romania, data del segle XIII, tot i que va ser reconstruïda durant els segles XV-XVI.

## Història
La primera fortalesa de Bistrița es va construir al turó Cetății (turó ˝Burg˝ a altres 681 m) al segle XIII, fet que es va descobrir en les prospeccions arqueològiques de 1967 (St. Dănilă, a File de Istorie, 2, 1972, pàgs. 70-77). En una excabació s'hi va descobrir una moneda d'Esteve V (1272). La datació dels descobriments arqueològics d'aquell període és possible amb precisió.
L'any 1464 la ciutat fortificada tenia 18 torres, dedicades als artesans de la ciutat, agrupats en gremis. Cada gremi estava custodiat per una torre de defensa. Durant aquest període, Bistrița es va convertir en una de les ciutats més importants de Transsilvània juntament amb Brașov, Sighișoara i Sibiu.
La ciutadella de Bistrița va ser una de les fortificacions més fortes de Transsilvània i va ser al llarg de la història un dels 7 burgs al voltant dels quals es va organitzar l'existència de les altres comunitats saxones a Romania, Siebenburgen.

## Galeria d'imatges

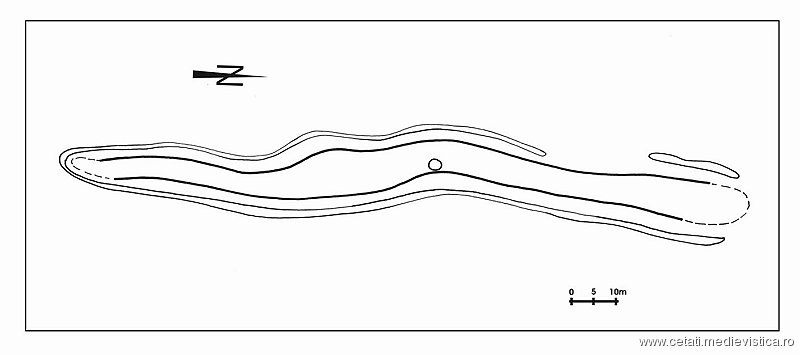
Cetatea Bistriţei, de pe dealul Cetăţii, sec. XIII-XIV.
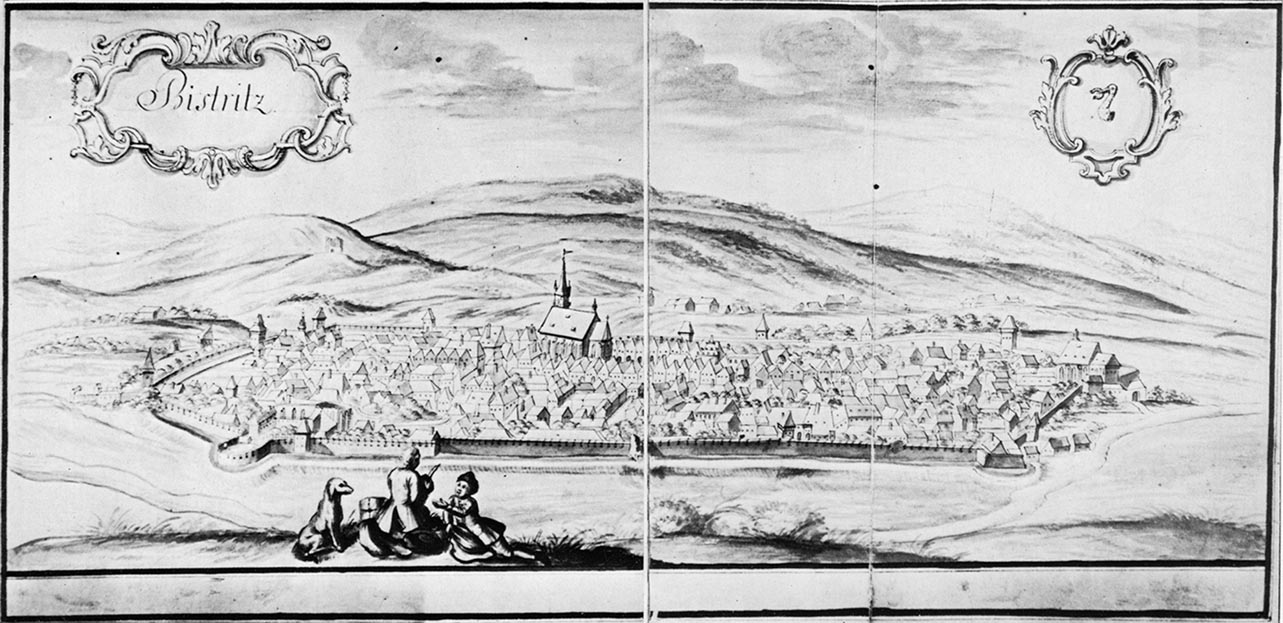
Cetatea Bistriţei la 1735.
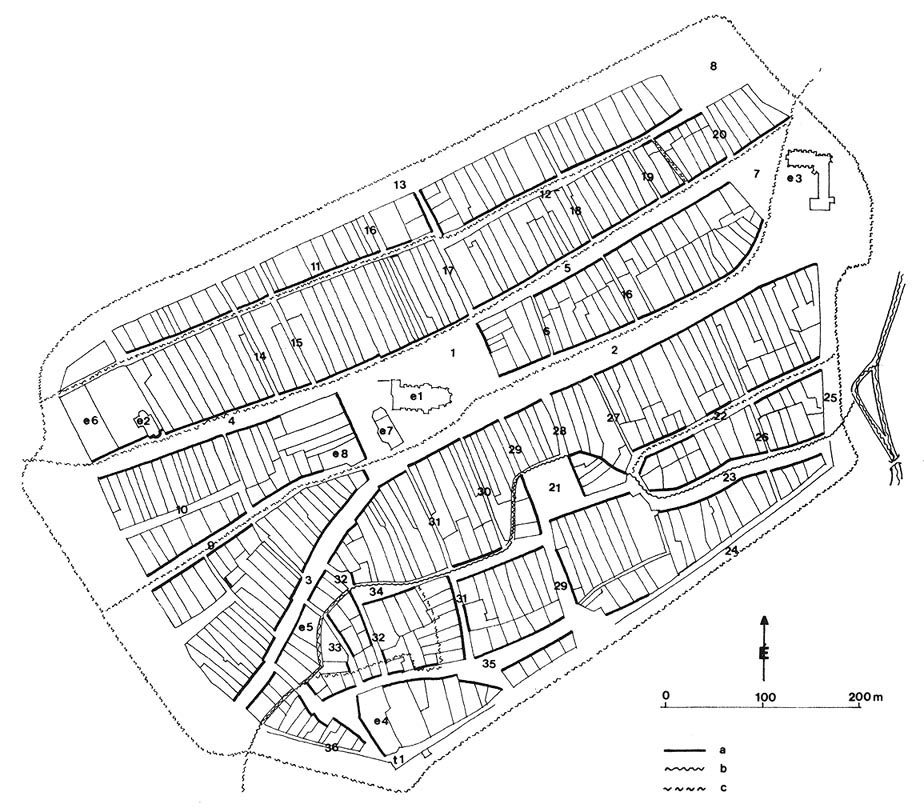
Cetatea Bistriţei la 1880.
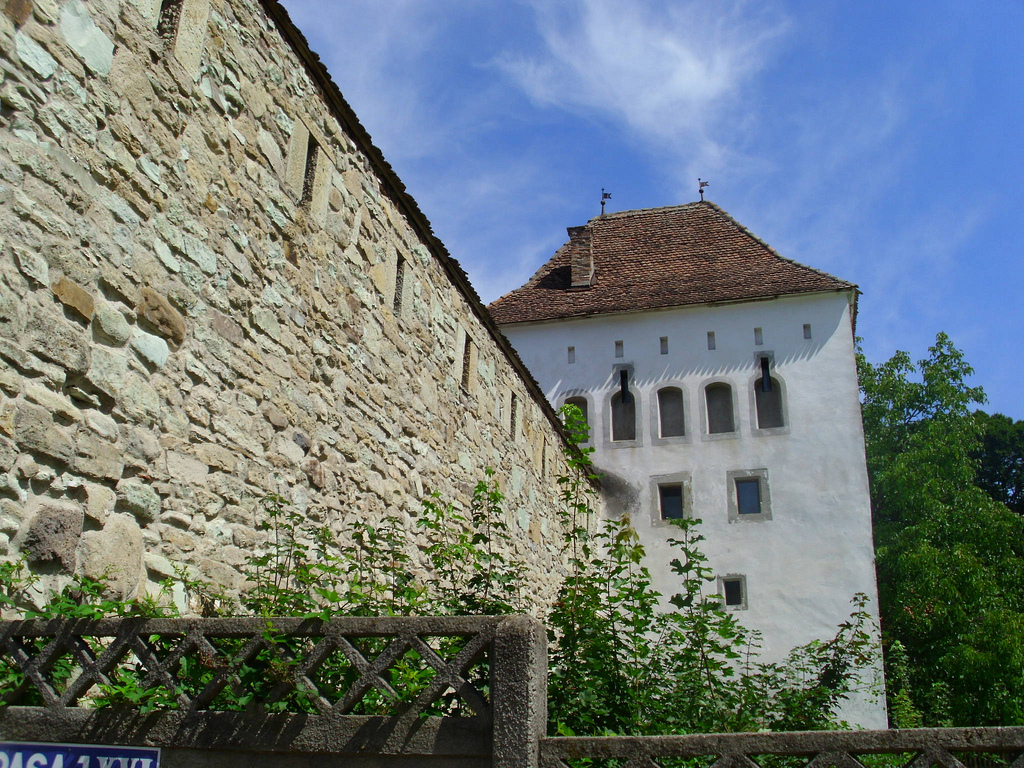
Cetatea Bistriţei
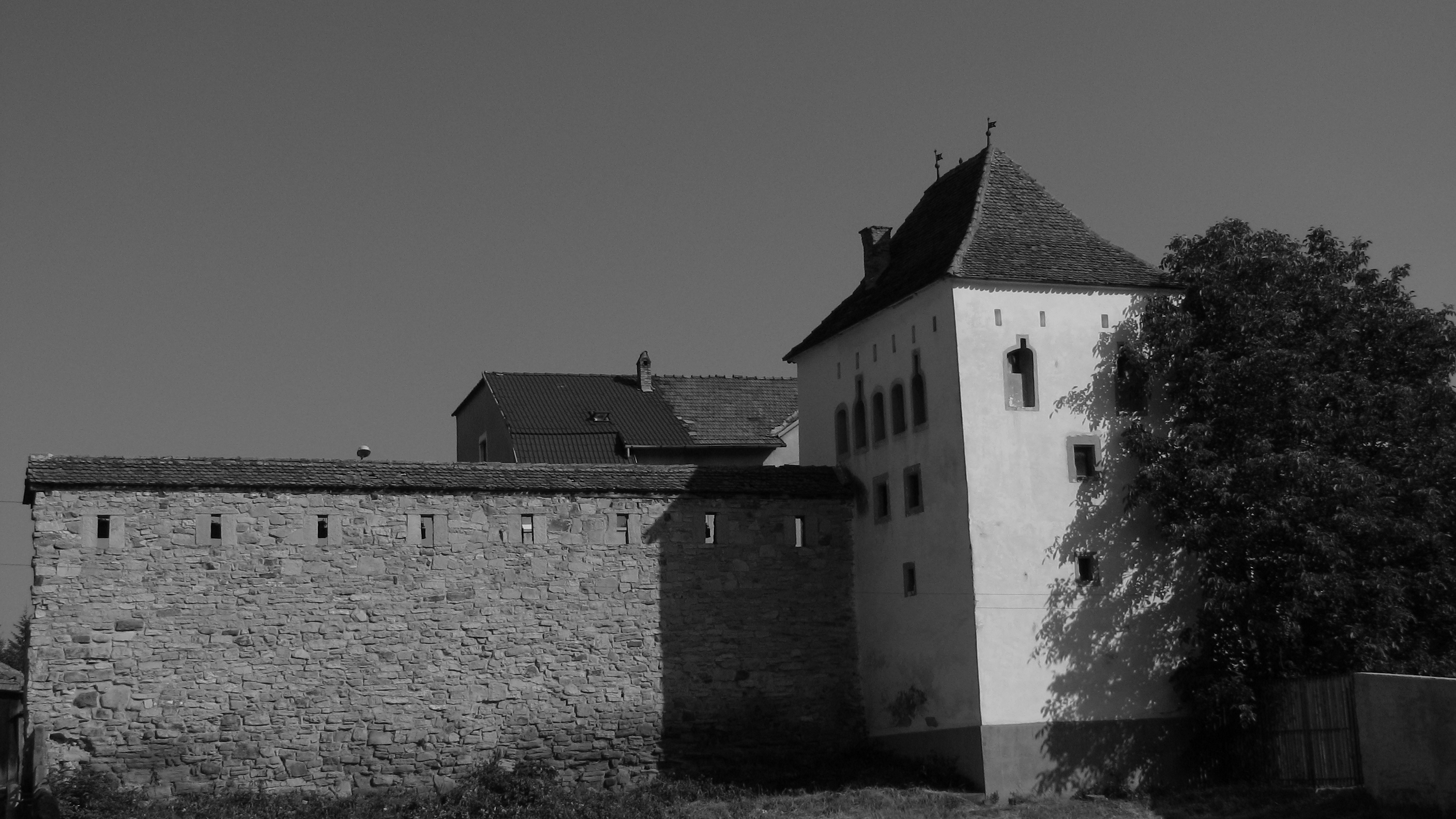
Cetatea Bistriţei (Turnul Dogarilor)
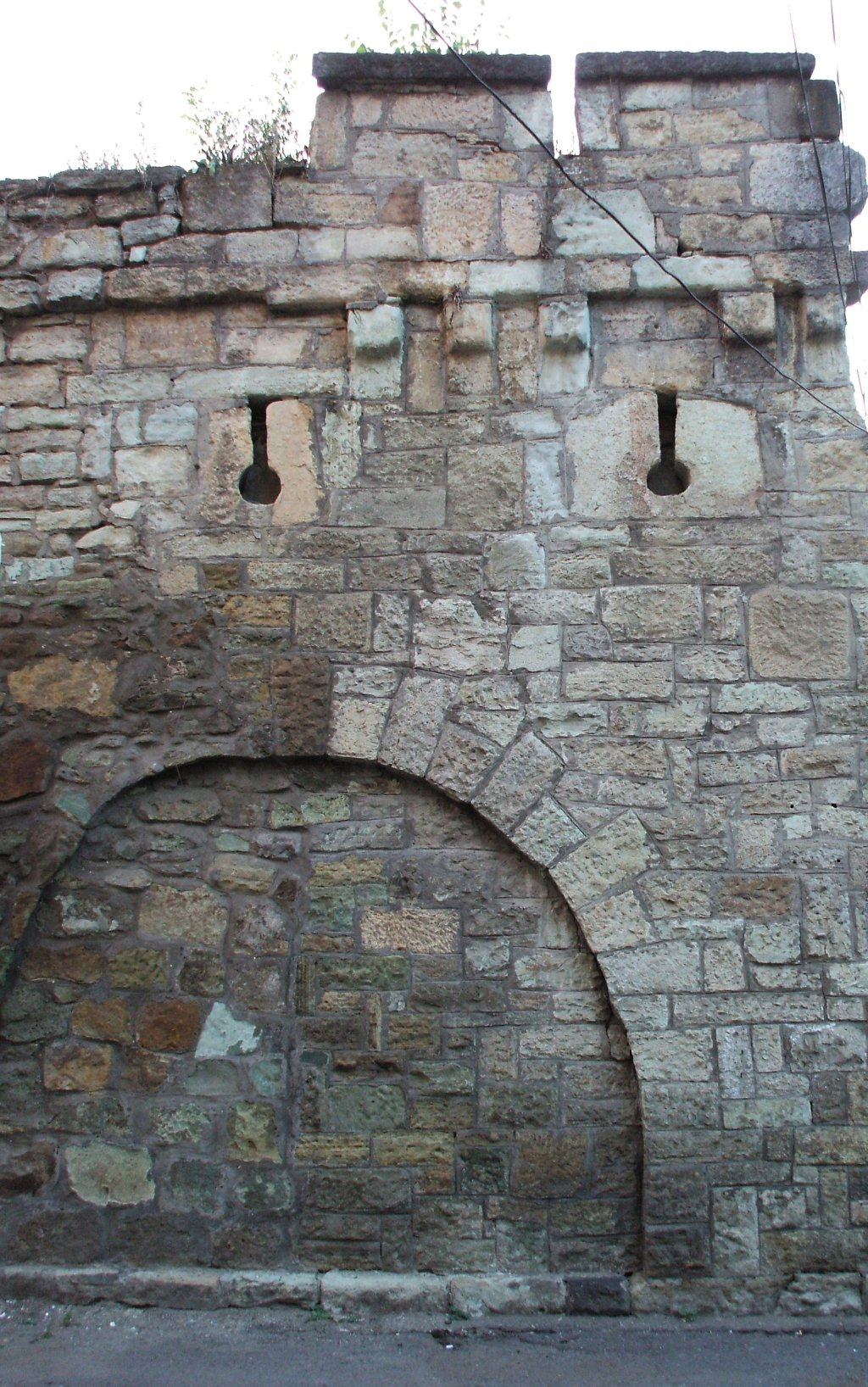
Cetatea Bistriţei (Porţiune din zidul Cetăţii Bistriţa)